# Roseraie François-Mitterrand
La roseraie François-Mitterrand, également appelée roseraie de Montauban, était un jardin consacré aux roses installé au cœur de la ville de Montauban (Tarn-et-Garonne). Elle était dédiée à François Mitterrand. Elle a considérablement diminué depuis 2013 à la suite de l'aménagement d'un complexe aquatique.

## Parc Chambord
La roseraie était installée dans un jardin public bordé par la piscine municipale, l'ancien site de la Bibliothèque municipale Antonin Perbosc et le boulevard Herriot. Le nom de Chambord fut donné à ce parc, alors privé, en 1820 par le locataire de l'époque, le général duc de La Force, gouverneur de Montauban, en hommage au « comte de Chambord » à sa naissance, considéré comme l'héritier de la Couronne. Le parc s'étendait alors sur 20 hectares. Depuis le XIXe siècle, cette surface fut constamment rognée par l'extension de la ville et l'installation de plusieurs équipements municipaux. L'espace qui lui est réservé aujourd'hui a été encore récemment diminué du fait de l'extension des installations de loisirs (création d'un complexe aquatique intégrant la piscine).

## La roseraie
En 1975, la ville de Montauban reçut comme don la collection de fleurs du rosiériste Roger Sucret, laquelle fut inaugurée en 1983. Forte de 12 000 plants représentant environ un millier de variétés, elle fut nommée roseraie François-Mitterrand en 1998 et était organisée en fonction des 97 créateurs des roses.
La roseraie a considérablement diminué en 2013 pour laisser la place au centre aquatique Ingréo .